# Miguel Ángel Burrezo Quintero
Miguel Ángel Burrezo Quintero (Torre del Mar, Màlaga, 15 de febrer de 1978) és un futbolista andalús, que ocupa la posició de davanter.

## Carrera esportiva
Va destacar a les files del Vélez CF, fins que el 1997 es va incorporar al filial del Màlaga CF. A la temporada 99/00 debuta amb el primer equip mal·lacità en primera divisió, tot i que la seua aportació es redueix a uns minuts davant el RCD Mallorca. A partir d'ací, la carrera de l'andalús prossegueix per diversos equips modestos del seu país: Algeciras CF (00/01), Granada CF (2001) (ambdós a Segona Divisió B), Málaga B (2002), Vélez CF (02/03), Torre del Mar UD (03/05), Nerja, retorna a 2aB amb l'Antequera CF (2009) i de nou Vélez CF.